# KFC in het seizoen 1956/57
Het seizoen 1956/1957 was het tweede jaar in het bestaan van de Kooger betaaldvoetbalclub KFC. De club kwam uit in de Nederlandse Eerste divisie A en eindigde daarin op de 13e plaats. Tevens deed de club mee aan het toernooi om de KNVB Beker, hierin werd in de tweede ronde verloren van 't Gooi (1–3).

## Wedstrijdstatistieken

### Eerste divisie A
|       | ADO   | Alkmaar '54 | DWS   | Emma  | De Graafschap | Haarlem | Helmondia '55 | HVC   | Limburgia | Roda Sport | SVV   | De Volewijckers | VSV   | Wageningen | Xerxes |
| ----- | ----- | ----------- | ----- | ----- | ------------- | ------- | ------------- | ----- | --------- | ---------- | ----- | --------------- | ----- | ---------- | ------ |
| Thuis | 0 – 1 | 1 – 3       | 3 – 1 | 3 – 1 | 6 – 2         | 1 – 3   | 2 – 3         | 4 – 2 | 1 – 2     | 2 – 1      | 1 – 2 | 1 – 2           | 0 – 1 | 2 – 0      | 2 – 2  |
| Uit   | 5 – 0 | 2 – 2       | 3 – 2 | 1 – 4 | 1 – 1         | 1 – 1   | 3 – 0         | 3 – 2 | 4 – 1     | 1 – 2      | 1 – 2 | 2 – 2           | 2 – 3 | 6 – 4      | 3 – 1  |

### KNVB beker
| 1e ronde                                                 | KFC                              | 2 – 0         | QSC                  |
| 16 september 1956 Plaats: Koog aan de Zaan Breestraat    | Onbekend –', –'                  |               |                      |
| 2e ronde                                                 | 't Gooi                          | 3 – 1 (2 – 0) | KFC                  |
| 13 oktober 1956 Plaats: Hilversum Gemeentelijk Sportpark | Ab Hooyer –', –' Cees van Wilpen |               | 78' (pen.) Dries Mul |

## Statistieken KFC 1956/1957

### Eindstand KFC in de Nederlandse Eerste divisie A 1956 / 1957
| Stand | Gespeeld | Gewonnen | Gelijk | Verloren | Punten | Doelpunten voor | Doelpunten tegen |
| ----- | -------- | -------- | ------ | -------- | ------ | --------------- | ---------------- |
| 13e   | 30       | 10       | 5      | 15       | 25     | 56              | 64               |

### Topscorers
| #                    | Naam            | Goal |
| -------------------- | --------------- | ---- |
| 1.                   | Dries Mul       | 15   |
| 2.                   | Piet Fleur      | 9    |
| 3.                   | Piet Kruiver    | 7    |
| 4.                   | Cees Molenaar   | 6    |
| 5.                   | Eddy Blok       | 5    |
| 6.                   | Wim Hendriks    | 4    |
| 6.                   | Klaas Molenaar  | 4    |
| 8.                   | Andries Kok     | 3    |
| 9.                   | Frans Keereweer | 1    |
| Onbekende doelpunten |                 |      |
| –                    | Onbekend        | 2    |
| Totaal               | Totaal          | 56   |

| #                 | Naam                 | Goal |
| ----------------- | -------------------- | ---- |
| 1.                | Dries Mul            | 1    |
| Onbekend doelpunt |                      |      |
| –                 | Onbekend (tegen QSC) | 2    |
| Totaal            | Totaal               | 3    |